# Terras in Sainte-Adresse
Terras in Sainte-Adresse, ook wel bekend als Tuin in Sainte-Adresse (Frans: Terrasse à Sainte-Adresse of Jardin à Sainte-Adresse) is de titel van een schilderij van Claude Monet. Hij schilderde het in de zomer van 1867 en stelde het tentoon tijdens de vierde expositie van de impressionisten in 1879. Sinds 1967 maakt het deel uit van de collectie van het Metropolitan Museum of Art in New York.

## Voorstelling
In het voorjaar van 1867 bevindt Monet zich in een precaire situatie. Hij heeft voortdurend geldzorgen en zijn familie keurt zijn relatie met Camille Doncieux, die zwanger is, af. Om aan zijn schuldeisers te ontkomen, reist Monet in de zomer van dat jaar naar zijn familie in Sainte-Adresse, een badplaats vlak bij Le Havre. Camille, die niet welkom is, laat hij in Parijs achter waar zij bevalt van hun zoon Jean. Dit alles weerhoudt Monet er niet van om ook in Saint-Adresse een reeks schilderijen te maken.
Op Terras in Sainte-Adresse is vanuit een hoog gezichtspunt een deel van een tuin met zeezicht te zien. Aan de horizon valt Honfleur te onderscheiden. De zittende man op de voorgrond is waarschijnlijk Monets vader, terwijl de staande dame met parasol zijn nicht Jeanne Marguérite Lecadre is, die ook op het in dezelfde tijd ontstane Vrouw in een tuin te zien is. Over de identiteit van de andere personen bestaat geen zekerheid.
Monet zelf noemde dit werk "het Chinese schilderij met vlaggen", een verwijzing naar de invloed die Japanse prenten in die tijd op veel schilders hadden. Omdat Terras in Sainte-Adresse is opgedeeld in drie horizontale vlakken, heeft het werk net als de prenten een tweedimensionaal karakter. De Franse vlag rechts is een subtiele verwijzing naar de structuur van het schilderij. Ook de schuine schaduwen moeten voor ingevoerde tijdgenoten Japans hebben aangedaan..

## Herkomst
- voor 1879: Monet verkoopt het schilderij aan Victor Frat, Montpellier
- 16 april 1913: de weduwe van Victor Frat verkoopt het schilderij aan Paul Durand-Ruel voor 27.000 frank.
- 4 juni 1926: verkocht aan de verzamelaar Theodore Pitcairn voor 11.500 dollar.
- 1 december 1967: gekocht bij Christie's in Londen voor het Metropolitan Museum of Art voor 588.000 pond.

## Afbeeldingen

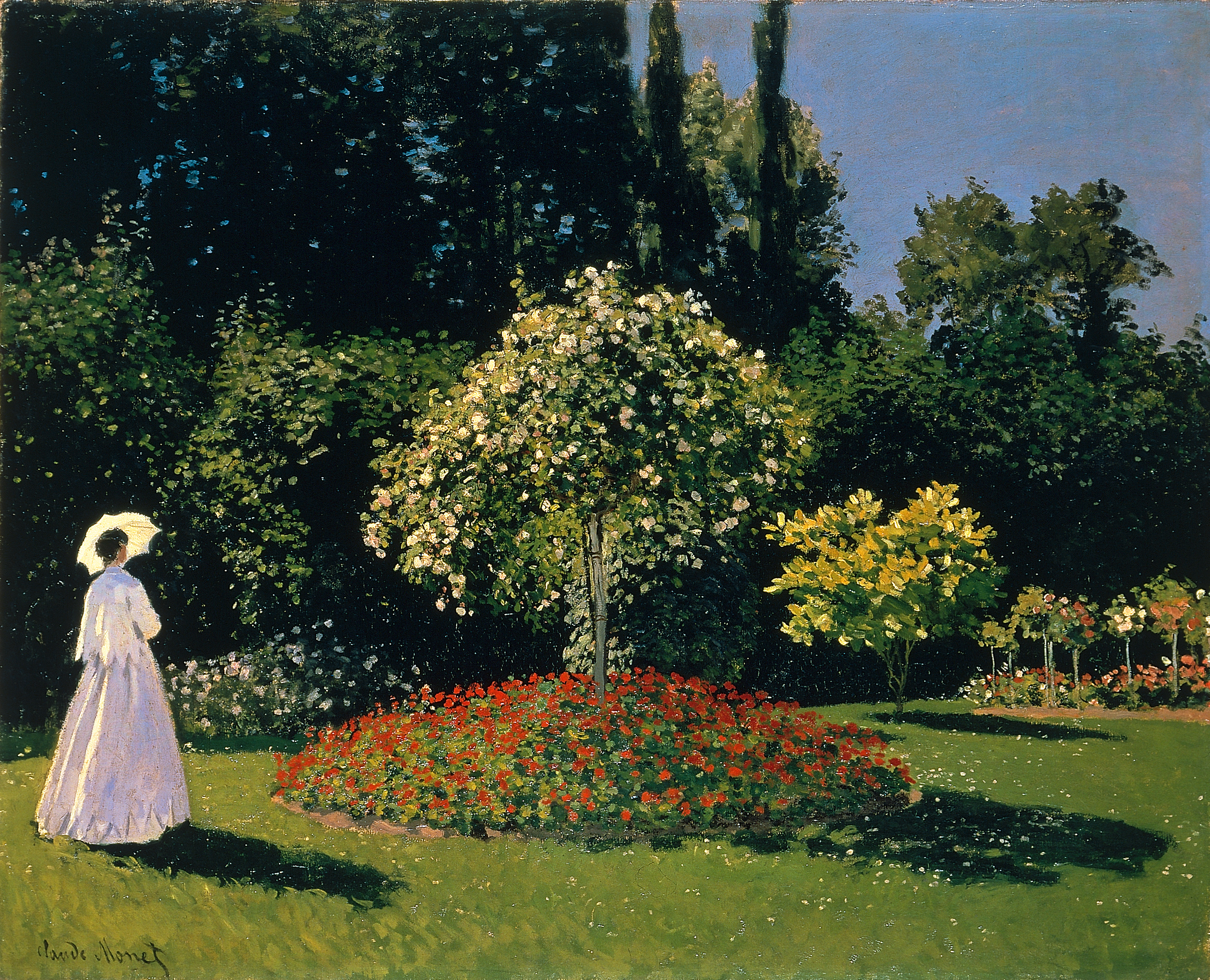
Vrouw in een tuin (1867)